# Kabinett Durnwalder III
Das Kabinett Durnwalder III war die XII. Südtiroler Landesregierung und gleichzeitig die dritte unter Vorsitz von Landeshauptmann Luis Durnwalder. Das Kabinett war vom 4. Februar 1999 bis zum 17. Dezember 2003 im Amt. Gewählt wurde es vom Südtiroler Landtag in seiner Zusammensetzung nach den Wahlen 1998.

## Zusammensetzung
| Name                  | Amt                              | Partei                                         | Sprachgruppe | Ressort |
| --------------------- | -------------------------------- | ---------------------------------------------- | ------------ | --- |
| Luis Durnwalder       | Landeshauptmann                  | SVP                                            | deutsch      | Zentrale Dienste, Anwaltschaft des Landes, Landesinstitut für Statistik, Europa-Angelegenheiten, Örtliche Körperschaften, Brand- und Zivilschutz, Forstwirtschaft, landwirtschaftliches Versuchswesen sowie (ab 3. April 2001) Bauten und Informationstechnik |
| Otto Saurer           | 1. Landeshauptmannstellvertreter | SVP                                            | deutsch      | Personal, Gesundheit und Soziales |
| Michele Di Puppo      | 2. Landeshauptmannstellvertreter | Popolari - Alto Adige Domani                   | italienisch  | Industrie, Transport, Finanzen und Haushalt |
| Hans Berger           | Landesrat                        | SVP                                            | deutsch      | Landwirtschaft einschl. landwirtschaftliche Berufsbildung |
| Luigi Cigolla         | Landesrat                        | Il Centro – Unione Democratica dell’Alto Adige | italienisch  | Italienische Kultur und Wohnbau |
| Werner Frick          | Landesrat                        | SVP                                            | deutsch      | Handel, Handwerk, Fremdenverkehr |
| Luisa Gnecchi         | Landesrätin                      | Pace e Diritti/DS                              | italienisch  | Arbeitswesen, Italienischer Unterricht und Berufsbildung |
| Bruno Hosp            | Landesrat                        | SVP                                            | deutsch      | Denkmalpflege, deutsche und ladinische Schule und Kultur (4. Februar 1999 – 24. Mai 1999) Denkmalpflege, deutsche und ladinische Kultur (25. Mai 1999 – 31. Dezember 2001) Denkmalpflege und deutsche Kultur (1. Jänner 2002 – 17. Dezember 2003)             |
| Sabina Kasslatter Mur | Landesrätin                      | SVP                                            | deutsch      | deutsche und ladinische Schule und Berufsausbildung (4. Februar 1999 – 31. Dezember 2001) deutsche Schule und Berufsausbildung (1. Jänner 2002 – 17. Dezember 2003)                                                                                           |
| Alois Kofler          | Landesrat (1)                    | SVP                                            | deutsch      | Bauten und Informationstechnik (bis 3. April 2001) |
| Michl Laimer          | Landesrat                        | SVP                                            | deutsch      | Landschafts- und Naturschutz, Raumordnung, Wasserwirtschaft und Energie |
| Florian Mussner       | Landesrat (2)                    | SVP                                            | ladinisch    | ladinische Schule und Kultur, sowie öffentliche Arbeiten betreffend das Ressort ”ladinische Schule und Kultur” |

(1) Am 3. April 2001 nahm der Landtag den Rücktritt des Landesrates Alois Kofler an, woraufhin die Anzahl der Landesräte von zehn auf neun reduziert wurde.

(2) Am 12. Dezember 2001 wählte der Landtag den Ladiner Florian Mussner, der nicht dem Landtag angehörte, zum Landesrat.